# Raymond Schneider (Meteorologe)
Raymond Jean Schneider (* 8. Februar 1922 in Morges; † 2. Juni 2010 in Genf; heimatberechtigt in Nyon) war ein Schweizer Meteorologe.

## Leben

### Familie und Ausbildung
Der aus Morges im Kanton Waadt stammende Raymond Schneider, Sohn des Charles Jules Schneider sowie dessen Ehegemahlin Lucie Berthe Louise geborene Champendal, absolvierte nach dem Erwerb der Maturität das Studium der Mathematik und Physik an der ETH Lausanne.
Raymond Schneider heiratete in erster Ehe 1948 die 1956 verstorbene Agatha Verena, Tochter des Johannes Luchsinger, in zweiter Ehe 1957 Edith, Tochter des Paul Bauhofer. Er verstarb im Juni 2010 im Alter von 88 Jahren in Genf.

### Berufliche Laufbahn
Nachdem Raymond Schneider seit 1943 eine Sekundarlehrerstelle bekleidet hatte, wechselte er 1945 als Assistent von Prof. André Mercier an die ETH Lausanne, im darauffolgenden Jahr erhielt er eine Anstellung als Meteorologe am Flughafen Kloten, 1955 wurde ihm die Leitung des meteorologischen Dienstes der Swissair übertragen. 1958 wurde Raymond Schneider zum Vizedirektor der Schweizerischen Meteorologischen Anstalt in Zürich berufen, 1964 erfolgte seine Beförderung zum Direktor, 1975 trat er zurück. Zuletzt amtierte Schneider als  Stellvertretender Generalsekretär der Weltorganisation für Meteorologie in Genf.